# Њу Мидлтаун (Охајо)
Њу Мидлтаун (енгл. New Middletown) град је у америчкој савезној држави Охајо.

## Демографија
По попису из 2010. године број становника је 1.621, што је 61 (-3,6%) становника мање него 2000. године.
| Група             | 2000.         | 2010.         |
| Белци             | 1.657 (98,5%) | 1.580 (97,5%) |
| Афроамериканци    | 1 (0,1%)      | 2 (0,1%)      |
| Азијати           | 0 (0,0%)      | 1 (0,1%)      |
| Хиспаноамериканци | 13 (0,8%)     | 28 (1,7%)     |
| Укупно            | 1.682         | 1.621         |